# Opacua
Opacua (en vasco y oficialmente Opakua) es una localidad española del municipio de Salvatierra, en la provincia de Álava, comunidad autónoma del País Vasco.

## Historia
Hacia mediados del siglo XIX, el lugar, ya por entonces perteneciente a Salvatierra, tenía contabilizada una población de 45 habitantes. Aparece descrito en el duodécimo volumen del Diccionario geográfico-estadístico-histórico de España y sus posesiones de Ultramar de Pascual Madoz con las siguientes palabras:

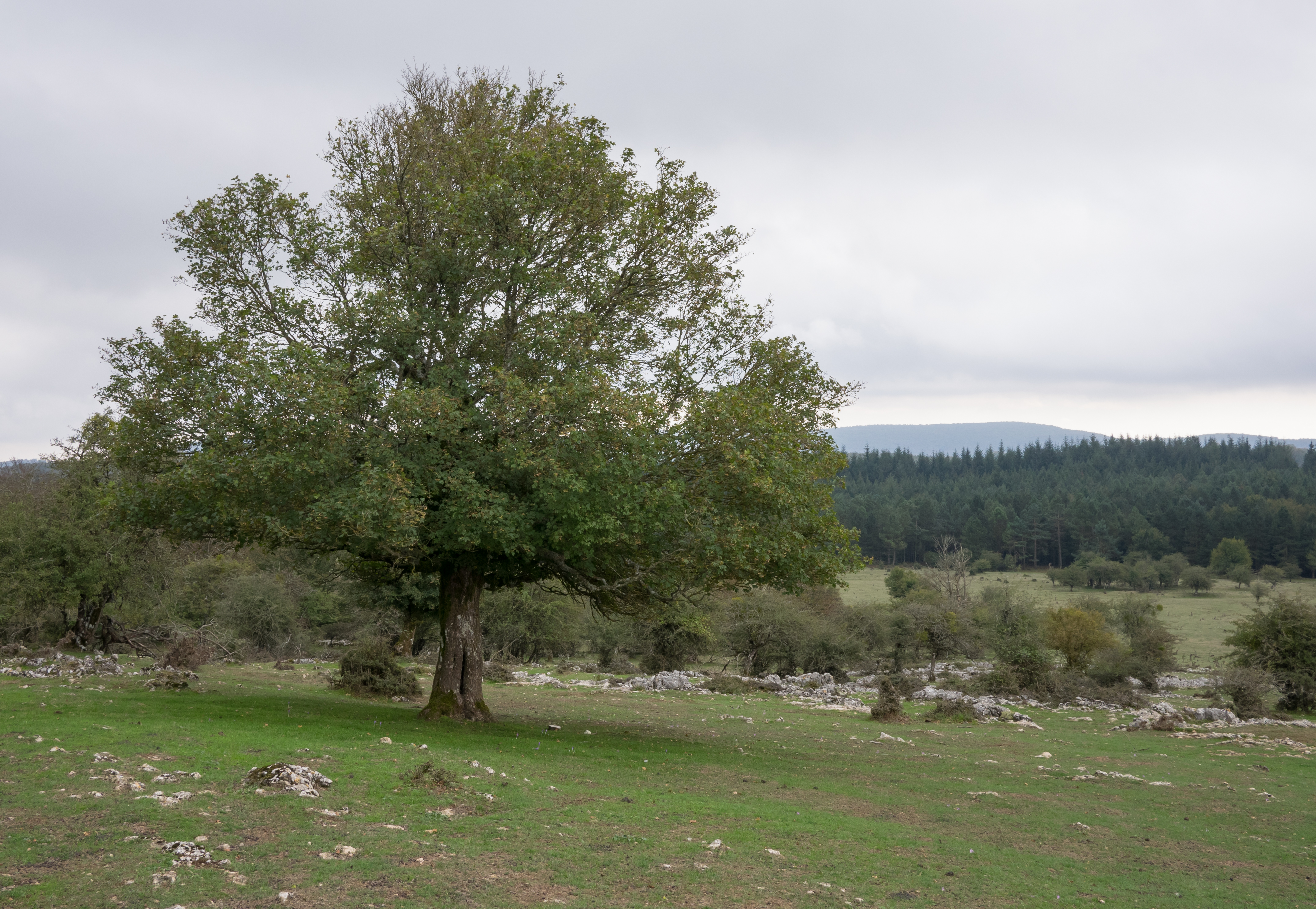
Arce campestre en una campa cerca del Puerto de Opacua.

OPACUA: l. del ayunt. de Salvatierra en la prov. de Alava (á Vitoria 4 1/2 leg.), part. jud. de Salvatierra (1/2), aud. terr. de Búrgos (20), c. g. de las Provincias Vascongadas, dióc. de Calahorra (11): sit. en la falda del monte Encia; clima frio, reina el viento N. y se padecen constipados. Tiene 13 casas; igl. parr. aneja de Salvatierra dedicada á la Asuncion de Ntra. Sra., servida por uno de los beneficiados de la matriz; cementerio al O. y en parage ventilado, y para surtido de los vec. una fuente de aguas comunes y saludables. El térm. confina N. Salvatierra; E. Ocariz; S. monte Encia, y O. Arrizala; comprendiendo dentro de su circunferencia parte del espresado monte que disfruta con otros pueblos; está poblado de hayas, tilos y espinos muy corpulentos: tambien hay un soto plantado de robles. El terreno es de mediana calidad, y le atraviesa un arroyuelo que corre de N. á S. por las inmediaciones del l. caminos: los locales en mediano estado: el correo se recibe en Salvatierra. prod.: trigo, centeno, avena, cebada, habas, maiz, lentejas, yeros, patatas y otras legumbres: cria de ganado vacuno, caballar, lanar, mular y de cerda; caza de perdices, palomas torcaces y liebres. pobl.: 10 vec., 45 alm. riqueza y contr.: con su ayunt. (V.).
(Madoz, 1849, p. 289)

## Demografía
En 2022, la entidad singular de población tenía empadronados 48 habitantes y el núcleo de población, los mismos.
| Gráfica de evolución demográfica de Opacua entre 2000 y 2017 |
|                                                              |
| Población de derecho según los censos de población del INE.  |

## Patrimonio
Hay en el lugar una iglesia de la Asunción de Nuestra Señora.